# Conglomerat

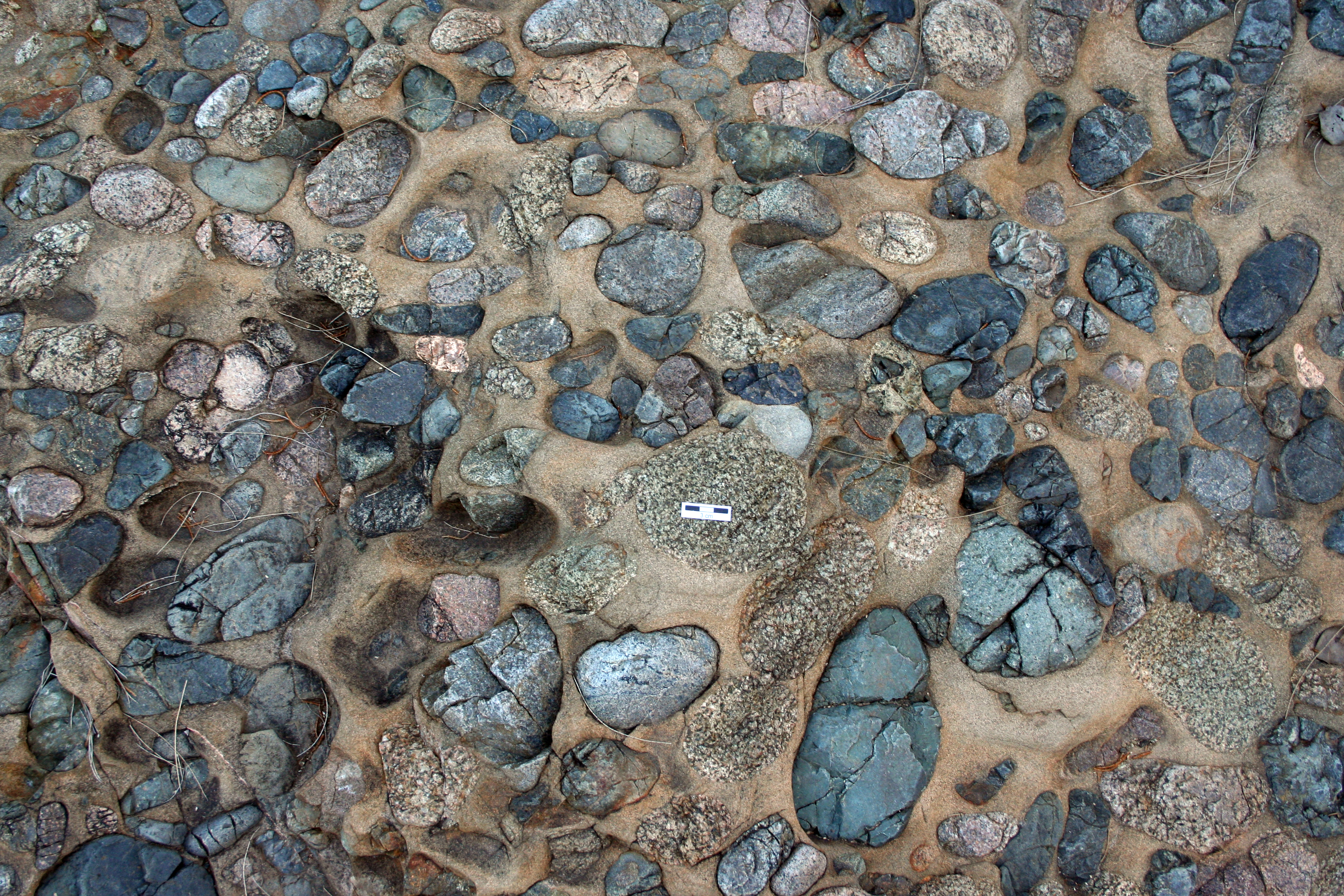

Conglomeratele sunt roci sedimentare consolidate, formate din sfărâmăturile rotunjite ale unor roci mai vechi (materiale grosiere (sfărămături de stâncă, bolovani de râu, pietrișuri și prundișuri transportate de ape etc.) legate printr-un ciment natural, în general de origine calcaroasă, argilă, silice etc.
Un conglomerat este o rocă detritică din categoria psefitelor (ruditelor), formată din particule rotunjite, cu dimensiuni mai mari de 2 mm (pietrișuri, bolovănișuri), legate prin intermediul unei matrice sau al unui ciment. Conglomeratul este o rocă compactă cu aspect de pietriș litificat și, de obicei, masivă. În funcție de natura petrografică a elementelor, se deosebesc: 
- Conglomerate oligomictice caracterizate prin compoziție litologică uniformă (conglomerate cuarțoase, conglomerate calcaroase etc.) și
- Conglomerate polimictice (sau poligene) alcătuite din fragmente de roci magmatice, metamorfice și sedimentare.